# Schausilla obryzos
Schausilla obryzos là một loài bướm đêm trong họ Noctuidae.